# Plaza de San Felipe
 (janvier 2018).
Si vous disposez d'ouvrages ou d'articles de référence ou si vous connaissez des sites web de qualité traitant du thème abordé ici, merci de compléter l'article en donnant les références utiles à sa vérifiabilité et en les liant à la section « Notes et références ».
La plaza de San Felipe est une place espagnole située dans le centre historique de Saragosse. La Torre Nueva qui s'y situait a été démolie en 1892, menaçant de s'écrouler ; son emplacement est aujourd'hui signalé au sol. Une statue a été construite et représente un enfant regardant là ou était située la tour. Il existe également un trompe-l'œil sur un mur visible depuis la place.